# Alain Gerbault
Pour les articles homonymes, voir Gerbault.
Alain Gerbault, né le 17 novembre 1893 à Laval, en Mayenne, et mort le 16 décembre 1941 à Dili au Timor oriental, est un skipper et écrivain français. Il est aussi joueur de tennis et pilote d'avion lors de la Première Guerre mondiale.
Premier navigateur à traverser l'Atlantique à la voile en solitaire d'est en ouest, il est le premier Français à achever un tour du monde en solitaire à la voile. Il est aussi célèbre pour son plaidoyer en faveur des Polynésiens et de leur culture que l'on peut trouver exposé dans son ouvrage L'Évangile du soleil.

## Biographie

### Origine
Alain Gerbault naît dans une famille aisée d'industriels spécialisés dans l'exploitation des fours à chaux, place de Hercé à Laval le 17 novembre 1893. Il est le petit-fils de Pierre Jacques Gerbault (1827-1878), maire de Saint-Berthevin. Fils de Georges Gerbault (décédé en 1905) et de Denise Luce, mariés le 2 juin 1891 à Cholet ; côté maternel, il descend par les Broque, des Moutel de Cholet, dont sont aussi issues de grandes familles d'industriels du textile choletais,.

### Jeunesse
Vers l'âge de sept ans, il fait sa scolarité à l'Immaculée-Conception de Laval de 1903 à 1908. Enfant fragile, nerveux, puis adolescent souvent rebelle, son caractère est marqué par un goût ardent pour la compétition. Il agace parfois par sa ténacité rageuse et son goût de vaincre alors que son frère Robert (de quatorze mois son aîné) manifeste une force tranquille.
Le décès brutal de son père, alors qu'Alain est âgé de 12 ans le conduit, ainsi que son frère, à quitter son  « paradis » en Mayenne pour un exil forcé à Paris comme pensionnaire à l'École Pascal puis au collège Stanislas : « Ce furent les années les plus malheureuses de ma vie ! Il fallait étudier pour devenir ingénieur ! ». Il partage sa jeunesse entre les retours à Laval, et la maison familiale de Dinard. L'été, la famille Gerbault occupe la villa « La Béarnaise ».
Il réussit en 1914 le concours d'entrée de l'École nationale des Ponts et Chaussées, mais la guerre arrive.

### Première Guerre mondiale
Durant la Première Guerre mondiale, il est engagé volontaire le 8 août 1914 au 25e régiment de dragons. Il passe dans l'aviation, comme élève pilote, en décembre 1914. Bien que débutant, il se révèle être un pilote doué, d'une très grande classe. Il obtient le brevet de pilote militaire à l'école d'aviation militaire de Buc, le 1er mars 1916.

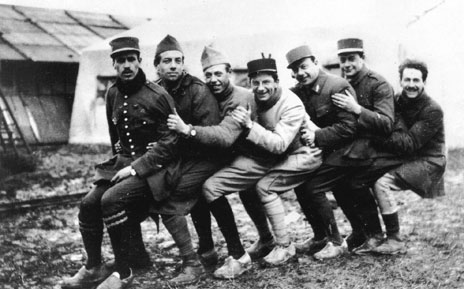
7 navigants de l'escadrille 79, (Les Loups) en mars 1917. Alain Gerbault est le deuxième à partir de la gauche. Source SHDN.

Il est pilote à l'escadrille no 95 du Bourget jusqu'en octobre 1916, puis au centre d'aviation de Villacoublay jusqu'en décembre 1916. Il se fait remarquer dans l'escadrille des Loups (escadrille no 79 de décembre 1916 à avril 1917) et l'escadrille des Renards (escadrille no 84 de avril à novembre 1917), où il se distingue comme chef de patrouille. Il remporte plusieurs victoires spectaculaires, se faisant remarquer par sa science tactique et son habileté dans les manœuvres aériennes. Il est successivement caporal (1916), sous-lieutenant à titre temporaire (1917), sous-lieutenant à titre définitif (1919), et lieutenant de réserve (1922),. Il est pilote de l'escadrille SPA 31 de novembre 1917 à septembre 1918, puis de l'escadrille SPA 165 du septembre 1918 à  mars 1919. Il y vole avec Gaston Durmon, qui deviendra un célèbre pilote de ligne et de records dans l'entre-deux-guerres.
Il obtient deux citations en 1917 et 1918 : Pilote de premier ordre, d'une audace et d'un entrain remarquables. Le 17 mars (1917), au cours d'une reconnaissance, a attaqué seul et loin dans les lignes ennemies une patrouille de 3 appareils en a abattu un et est revenu après une lutte serrée avec ses adversaires, son appareil traversé de plus de 20 balles ; Pilote de chasse tout à fait remarquable. Toujours volontaire pour toutes les missions est un bel exemple pour ses camarades plus jeunes. Avec l'aide de deux autres pilotes a abattu un avion biplace de réglage. Il est détaché à l'École nationale des ponts et chaussées à compter de mars 1919.
Il est fait le 27 décembre 1923 chevalier de la Légion d'honneur,. Il obtient aussi la Croix de Guerre.

### Après guerre
Après avoir réintégré l'École nationale des Ponts et Chaussées à la fin des hostilités, il abandonne par manque de goût ses études et la carrière d'ingénieur qui lui était promise. Il ne reprend pas non plus la direction de l'usine familiale. Il se lance dans les affaires, sans grand succès.
Il est par ailleurs politiquement assez proche de l’Action française.

### Le joueur de tennis
Il participe à de nombreux tournois de tennis, sport qu'il pratique depuis son enfance. Champion de France scolaire de tennis en 1913, il remporte notamment le tournoi de tennis de Dinard à trois reprises entre 1919 et 1921. En 1921, il parvient en finale en double à Roland-Garros et aux Championnats du monde avec Pierre Albarran. Comme ce dernier, il est aussi un redoutable amateur de bridge. En 1922, il est finaliste du tournoi de tennis de Monte-Carlo. Il participe à l'US Open en 1924 et 1930, ainsi qu'à Roland-Garros en 1931 et 1932.

### Le marin solitaire

#### Le voilierFirecrest

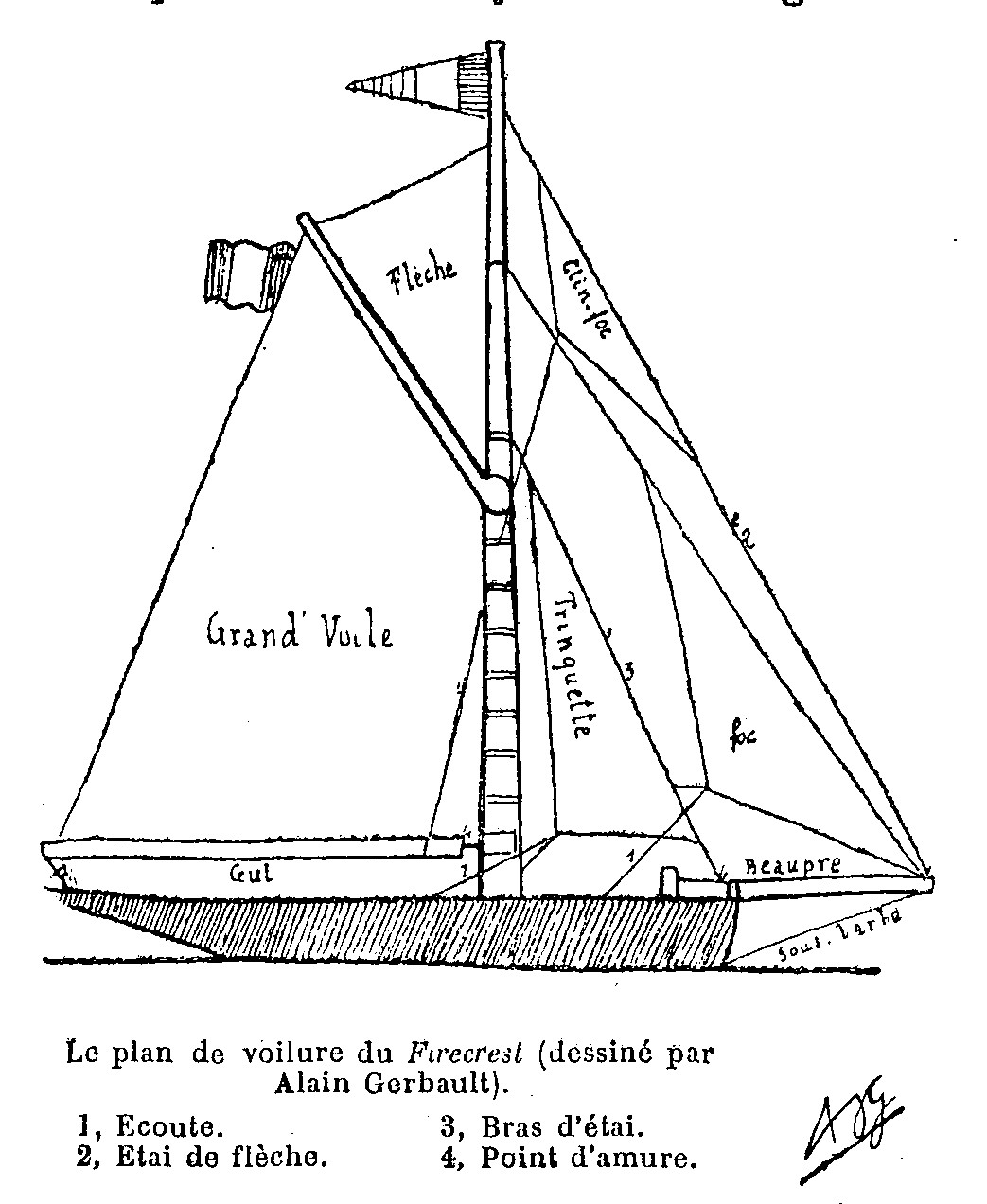
Dessin d'Alain Gerbault, dans Seul à travers l'Atlantique.

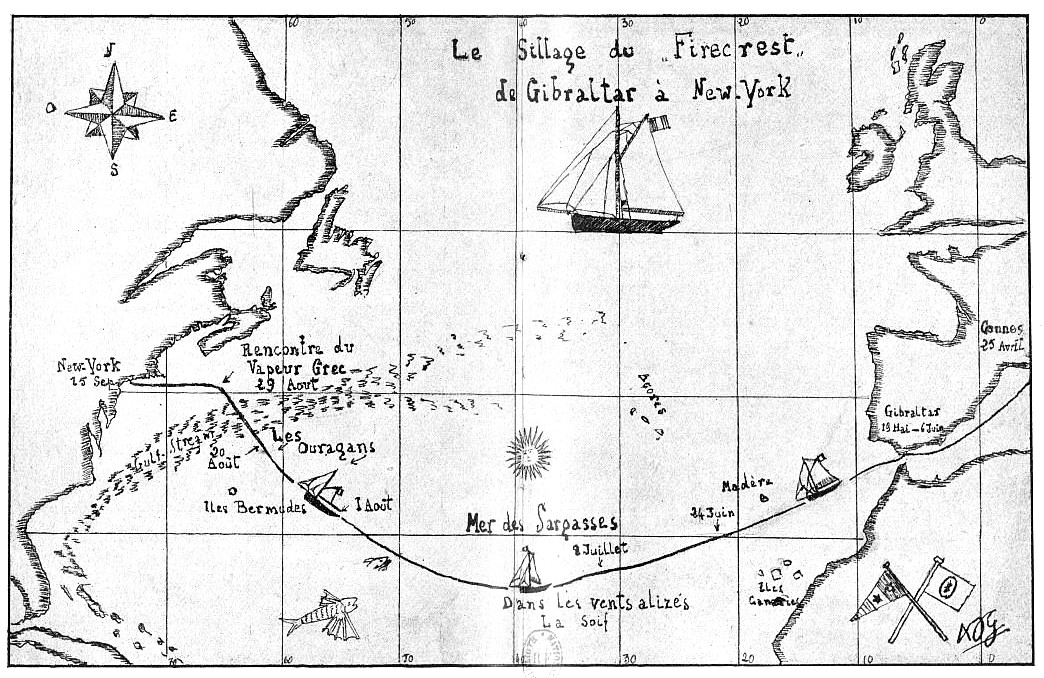
Dessin d'Alain Gerbault, dans Seul à travers l'Atlantique.

En 1921, il décide de changer de vie et cherche à acquérir un voilier de course.
Il veut racheter le Lady Maud à Richard Travers Dixon (en), champion olympique en 7 mètres. Celui-ci ayant refusé, il achète à Cowes en Angleterre le Firecrest (nom anglais d'un petit oiseau, le roitelet à triple bandeau (Regulus ignicapilla)), construit pour la course en 1892. C'est un bateau solide, très logeable et marin, mais sans rouf ni cockpit et dont le gréement n'est pas du tout approprié à la navigation solitaire.
Basé ensuite à Cannes, il partage son temps entre son entraînement marin et les championnats de tennis. Il y côtoie aussi les jeunes navigatrices Ella Maillart  et Hermine de Saussure (surnommée « Miette ») qui lui sont présentées par Virginie Hériot à bord de sa nouvelle goélette, Ailée dans le port de Nice début 1923.
Après un entraînement de plusieurs mois en Méditerranée, il décide de partir. On ne connaît pas les causes de son départ.

#### La traversée de l'Atlantique
Il quitte Cannes le 25 avril 1923 de façon anonyme, et sans publicité. Après trois semaines, il arrive à Gibraltar. Reparti le 6 juin, il réalise la première traversée de l'Atlantique à la voile en solitaire d'est en ouest, ralliant Gibraltar à New York en 101 jours, le 14 septembre 1923.
Cette longue durée a pour raison le manque de préparation du bateau pour une telle navigation et le manque d'expérience de son capitaine. Le Firecrest n'est pas conçu pour des traversées en solitaire mais pour des courses en équipage. Gerbault multiplie les ennuis : il doit réparer régulièrement ses voiles et son gréement. De plus, l'équipement de bord d'un voilier de plaisance à cette époque n'est pas très fiable. Ces mésaventures lui vaudront auprès des marins expérimentés la réputation d'un amateur ayant su se faire valoir auprès du monde médiatique de l'époque  et au travers de ses livres. Cette traversée est néanmoins un exploit sportif compte tenu des conditions de navigation de l'époque. Il est le premier homme à avoir traversé l'Atlantique « en suivant le soleil ». Il fait le récit de cette traversée dans son premier ouvrage, Seul à travers l'Atlantique.

#### Le tour du monde en solitaire
Il reste quelque temps aux États-Unis, où son exploit lui vaut une certaine célébrité, puis repart en 1924 pour les mers du Sud en passant par les Bermudes. Il passe dans l'océan Pacifique par le canal de Panama le 11 juin 1925. Après une escale aux îles Galápagos, il séjourne cinq mois aux îles Gambier et aux îles Marquises, deux mois à Tahiti, puis il va aux Samoa puis à Wallis où il arrive le 20 août 1926 et reste environ quatre mois.
Il fait ensuite escale aux Iles Fidji et aux Nouvelles Hébrides. Il est à Timor le 15 juin 1927. Il passe le détroit de Torrès, et arrive dans l'Océan Indien. Il est à La Réunion en octobre et novembre 1928.
Il rejoint ensuite Le Cap, l'île Sainte-Hélène, les îles du Cap-Vert. En juillet 1928, il navigue au large de São Vicente, où le bateau s'échoue pendant son sommeil. Les réparations durent plusieurs mois à Porto Grande d'où il repart le 6 mai 1929. Il faut escale aux Açores et arrive au Havre le 29 juillet 1929.

#### La notoriété
Il réalise ainsi un tour du monde qui lui vaut une renommée internationale, et qu'il racontera dans ses ouvrages. Le lendemain, il part suivre la finale de la Coupe Davis 1929 à Roland-Garros et encourager l'équipe de France opposée aux États-Unis. Son arrivée, en plein double, provoque l'interruption du match,.
Il reçoit le grade d'officier de la Légion d'honneur. Il est invité à des mondanités obligées où il s'ennuie. « La  dernière  traversée  du Firecrest  est  pour  se  rendre  à l'inauguration du nouveau golf de Deauville. Préparé à périr d'ennui, Alain y retrouve, avec une joie folle, Hermine de Saussure et Ella Maillart qu'il impose au banquet prévu pour trois cents personnes. À l'heure dite, Hermine et Ella font une arrivée remarquée, sans chapeaux, jambes  nues, jupes  et  vareuses à col marin. ». Une chanson d'Yvonne Printemps, écrite par Albert Willemetz, Le Pot-pourri d'Alain Gerbault, raconte les exploits du navigateur.
Epilogue : le Firecrest coule lors d'un remorquage effectuée par la Marine nationale en juillet 1931.

### Le nouveau départ

#### Le voilierAlain Gerbault

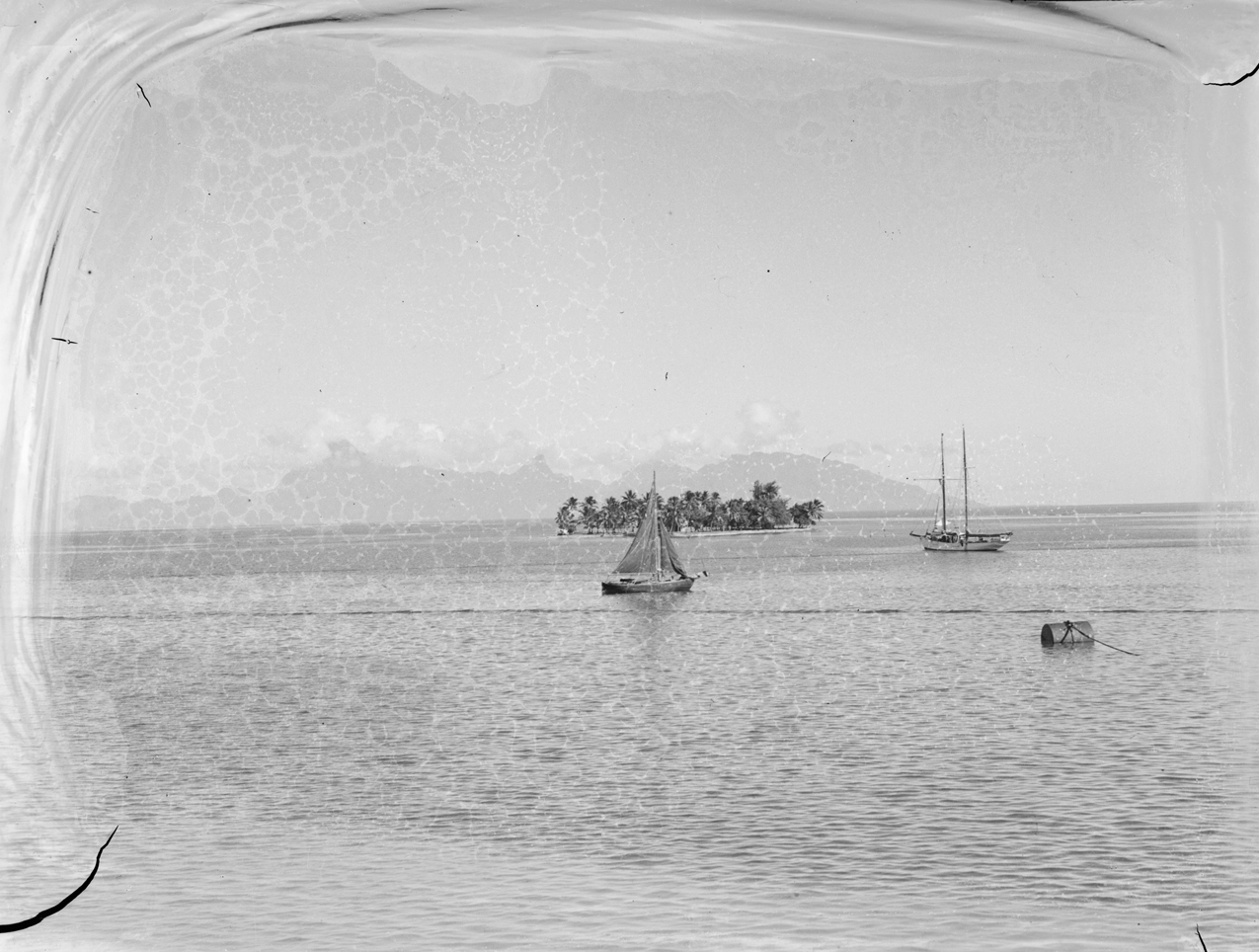
LAlain-Gerbault, Motu Uta, Papeete, Tahiti, Polynésie française 1940.

Toujours attiré par la mer et la Polynésie, dont il est tombé amoureux pendant son périple, il repart pour le Pacifique le 28 septembre 1932 sur un nouveau bateau, appelé l'Alain Gerbault, (lancé le 4 juin 1931 à Sartrouville, avec signal distinctif en code international O.Z.Y.U, d'où le titre de son œuvre posthume), construit grâce aux droits d'auteur de ses ouvrages.
Le nouveau bateau est du type Colin Archer. Gerbault décrit soigneusement sa conception dans le livre O.Z.Y.U.

Avant son départ, il termine son livre L’Évangile du Soleil, qui est une dénonciation des méfaits de la civilisation occidentale sur les populations indigènes. 

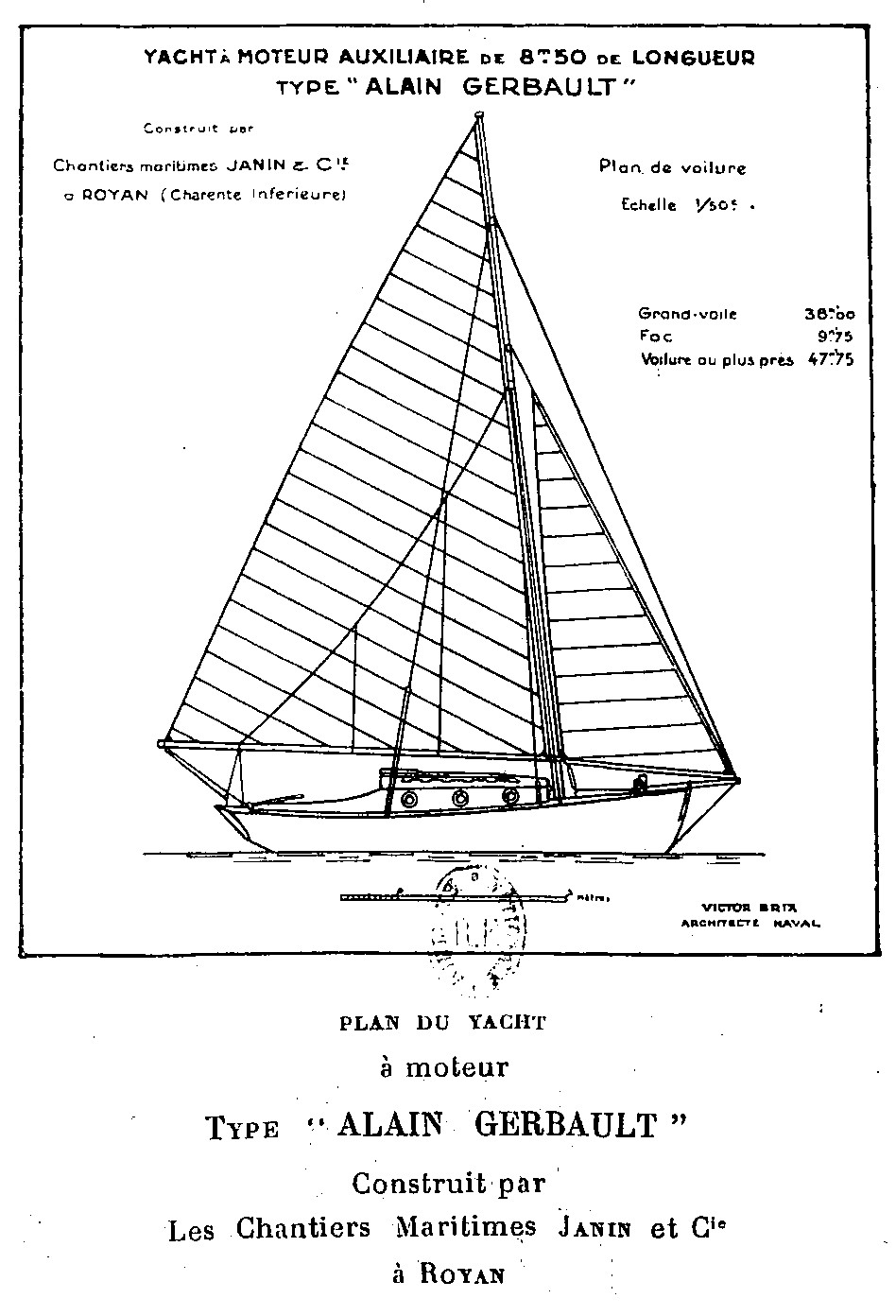
Schéma paru dans Seul à travers l'Atlantique, 1924.

#### La Polynésie

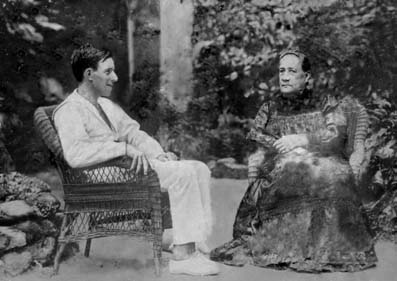
Alain Gerbault en visite chez la reine Marau de Tahiti.

Il passe les neuf années suivantes de sa vie en navigations dans l'océan Pacifique, pendant lesquelles il ne cesse de défendre la cause de la Polynésie et d'étudier sa géographie et son histoire. Il atteint les îles Marquises en décembre 1933, l'archipel des Tuamotu en 1934, et Tahiti en 1935.
Il devient un ami de la reine Marau avec qui il s'entretient régulièrement. Passionné par le passé de la Polynésie, il apprend les langues océaniennes, vient en aide aux indigènes, et s'insurge contre la colonisation européenne qui considère la disparition des Polynésiens comme inévitable. Il s'efforce à chacune de ses escales de faire revivre les traditions locales, les chants et les danses méprisés par l'Église, les pasteurs et l'administration. Il s'efforce de créer une émulation sportive et introduit le football pour lutter contre l'alcoolisme. Il mène par ailleurs d'importantes recherches linguistiques et ethnologiques. Il recueille des cahiers de légende et de généalogie polynésienne.
Voguant d'île en île, et revenant toujours à son port d'attache de Bora-Bora, il poursuit un idéal de vie très en avance sur son temps. En septembre 1937, à Bora-Bora, il rencontre Władysław Wagner (pl), le premier navigateur polonais à effectuer un tour du monde à la voile.
Le souvenir qu'il laisse auprès des insulaires est selon plusieurs témoignages tout autre : il est accusé de pingrerie. D'autres lui reprochent son homosexualité et son alcoolisme aigu.
La présence d'Alain Gerbault en Polynésie est évoquée par Jean Reverzy dans son roman Le Passage (Prix Renaudot 1954).

### La Seconde Guerre mondiale
À 45 ans, il refuse de « se battre pour une civilisation qu'il n'aime pas » et est dégagé de toutes obligations militaires. Il ne consent pas à appuyer une politique qui aboutirait à envoyer les Polynésiens sur les champs de bataille en Europe.
Lors de l'Armistice du 22 juin 1940, il est à Papeete. Le gouverneur Jean Chastenet de Géry prend position contre l'armistice. Dès le 25 juin il télégraphie à Bordeaux : « L'Océanie, qui s'est donnée à la France, veut rester terre française ». Durant l'été 1940, deux comités sont formés à Tahiti, dont un Comité des Français d'Océanie. Alain Gerbault prend frénétiquement et maladroitement le parti du maréchal Pétain en juillet et août 1940 et rejoint un petit groupe spontané, composé d’anciens combattants des Croix-de-Feu, et de partisans de l'Action française. Le 10 août 1940, le Comité des Français d'Océanie publie un manifeste où l'on retrouve la signature de Gerbault. On y retrouve les principes du régime de Vichy dans le sens de la Révolution nationale. Mais le Comité de la France libre est nettement plus important et prend le pouvoir le 2 septembre. Un référendum est organisé. Celui-ci a lieu seulement à Tahiti et Moorea (2 septembre 1940) ; le résultat est massivement favorable à la France libre (5564 voix contre 18). Le ralliement des Établissements français de l’Océanie à la France libre s'effectue le même jour. Après des soubresauts liés à des partisans de Vichy, ce ralliement est définitivement établi avec l'établissement du docteur Émile de Curton comme gouverneur à partir de novembre 1940.
Au lendemain du plébiscite, Alain Gerbault est à Raiatea dans l’espoir de rallier la population au maréchal Pétain. Éconduit à Uturoa, il reprend la mer et se voit refuser à Bora-Bora l’autorisation de débarquer. Il pense alors rallier Nouméa.

### L'errance

#### La fuite
Le ralliement des Établissements français de l’Océanie, puis de la Nouvelle-Calédonie à la France libre  oblige Alain Gerbault à une fuite pour l'Indochine. Ce dernier voyage est une errance désespérée à travers tout le Pacifique, pour échapper aux menaces de guerre. Gerbault avait tout d'abord l'intention de rejoindre Rapa pour y passer sept ou huit mois. Il ne peut réaliser ce projet, et rejoint tout d'abord les Samoa américaines où il reste trois mois, jusqu'au 15 décembre 1940. De Pago Pago, une importante base américaine, il reçoit « de nombreuses nouvelles, mais chose curieuse aucune de France ». Il part ensuite pour quinze jours à Apia, dans les Samoa occidentales, sous mandat néo zélandais, puis rejoint Tonga au début de 1941. Il écrit le 21 février à Lucien Daniaux de Nukuʻalofa une lettre parlant de ses projets, de ses livres, de ses considérations politiques et stratégiques. Il reste quelques mois à Tonga. Il est à Port Moresby au début d'août 1941, où il séjourne quelque temps. Suspect au yeux des autorités, il quitte clandestinement son mouillage avec la volonté de rejoindre l'Europe par le canal de Suez. Il touche finalement l'île de Timor en septembre 1941 à Dili , situé dans la partie du Timor oriental qui est portugaise et neutre.

#### La fin
Son but est de gagner Madagascar. Son bateau, avarié dans la mer d'Arafura est réparé. Un peu requinqué, il souhaite poursuivre son voyage. Par trois fois, des incidents de mer l'obligent à revenir à Dili.
Après ces  tentatives infructueuses pour gagner le large, épuisé physiquement et psychologiquement, il succombe à Dili de la malaria et d'un délabrement physique généralisé le 16 décembre 1941, dans l'après-midi, à l'hôpital de Lahane où il était soigné par le docteur José Anibal Coreia Teles.
Le gouverneur de Timor Manuel de Abreu Ferreira de Carvalho (pt) indiquera quelques mois après la mort de Gerbault que « Tout le monde le traitait bien, d'autant qu'il était famélique et sans ressources. Quelquefois il dînait avec des familles portugaises, d'autres fois il emportait son dîner à bord ».
Il est inhumé au cimetière de Santa-Cruz, à Dili, dans un moment de grande confusion, le gouvernement portugais d'Antonio Salazar venant de refuser aux Alliés l'autorisation de se déployer au Timor oriental, ce qui risque de laisser leur front à découvert face à une attaque japonaise. Le 17 décembre 1941, le lendemain de la mort d'Alain Gerbault, les Japonais commencent leur attaque sur les possessions des Pays-Bas et 400 soldats néerlandais et australiens pénėtrent sur le territoire de la colonie portugaise. Les 500 soldats portugais n'offrent pas de résistance, et le gouverneur portugais, Manuel de Abreu Ferreira de Carvalho, se déclare prisonnier. C'est le début de l'invasion du Timor.
Le calme étant revenu, la tombe d'Alain Gerbault est retrouvée par le journaliste portugais Ferreira da Costa . Celui-ci fait exécuter par le charpentier de son bateau, l'Angola une croix portant le nom de Gerbault, et celle-ci est plantée sur la tombe au cours d'une cérémonie simple en présence de nombreux officiers du corps expéditionnaire.

## Postérité

### L'ultime hommage
Après la fin de la Seconde Guerre mondiale, et sur l'initiative de Jean-Paul Alaux et du Yacht Club de France, l'amiral Lemonnier envoie de Saïgon l'aviso colonial Dumont d'Urville de la Marine nationale pour rapatrier ses cendres.
En septembre 1947  elles sont transférées par l'aviso à Bora-Bora, où il repose depuis lors, sur le quai de Vaitape.
Le vœu de Gerbault était d'être immergé avec son bateau mais la loi française n'admettait pas l'immersion d'un homme qui n'est pas mort en mer. C'est donc son île préférée qui a été retenue.

### Hommages
- Un espace Alain Gerbault a été inauguré en 1993 à Laval à l'occasion du centenaire de sa naissance.
- Une école maternelle porte son nom à Créteil, un collège porte son nom à Laval.
- Une rue à Craon, à Dinard, à Loriol-sur-Drôme, au Mans, Nantes, Rennes, Saint-Avé, Saint-Berthevin, Saint-Malo, Vannes, Gorron, Andernos-les-Bains.
- Dans son film Bonne Chance de 1935, Sacha Guitry rend hommage à Alain Gerbault. Lors d'une partie de golf, Claude Lepeltier a lancé sa balle beaucoup trop fort et un télégramme de la Western Union signé Alain Gerbault apparaît dans la scène suivante : « Par 13° de latitude nord et 25° de longitude ouest je viens de recevoir sur la tête une balle de golf »[46].

## Publications
- Alain Gerbault, Seul à travers l'Atlantique, Paris, Bernard Grasset, 1924, 222 p. (lire en ligne sur Gallica).
- Alain Gerbault (préf. Jean-Baptiste Charcot), À la poursuite du soleil : journal de bord, Paris, Bernard Grasset, 1929, 205 p.
- Alain Gerbault, Sur la route du retour : journal de bord II de Tahiti vers la France, Paris, Bernard Grasset, 1929, 220 p.
- Alain Gerbault, L'Évangile du soleil : en marge des traversées, Paris, Éditions Fasquelle, 1932, 221 p.
- Alain Gerbault, L'Évangile du soleil, réédition aux Éditions Magellan & Cie, 2016, 176 pages  (ISBN 978-2-35074-382-0)
- Alain Gerbault, Îles de beauté, Paris, Éditions Gallimard, 1941, 232 p. Rééditions 1996, 2012, Hoëbeke  (ISBN 978-2-84230-431-7)
- Alain Gerbault (préf. Pierre Albarran), Un paradis se meurt, Paris, Éditions Self, 1949, 280 p. Rééditions 1995, 2012, Hoëbeke  (ISBN 978-2-84230-430-0)
- Alain Gerbault (préf. Ella Maillart), Mon bateau l'Alain Gerbault, Paris, Amiot-Dumont, 1952, 192 p.
- Alain Gerbault, O.Z.Y.U. : dernier journal, Paris, Bernard Grasset, 1952, 269 p.

## Documentaires
- Alain Gerbault ou le courage de fuir, réalisé en 2010 par Philippe Abalan[47].

### Romans
- Luis Cardoso (trad. du portugais par Catherine Dumas), Requiem pour Alain Gerbault [« Requiem para o navegador solitário »], Toulouse, Arkuiris, 2014 (1re éd. 2007), 250 p. (ISBN 978-2-919090-02-0, présentation en ligne).